# Wumeng Shan
Das Wumeng-Gebirge bzw. Wumeng Shan (chinesisch 烏蒙山 / 乌蒙山, Pinyin Wūméng Shān) ist ein ca. 250 km langes und durchschnittlich ca. 2400 m hohes, von Nordost nach Südwest verlaufendes Gebirge auf dem Yunnan-Guizhou-Plateau im Nordosten Yunnans und Westen Guizhous in Südwestchina. Es wird überwiegend von paläozoischem Kalkstein gebildet.
Das Gebirge bildet die Wasserscheide zwischen dem Jinsha Jiang (dem Oberlauf des Jangtse) und dem Beipan Jiang. Im Norden verläuft es an der Grenze der Provinzen Yunnan und Guizhou, im Süden erstreckt es sich bis ins Gebiet von Kunming, der Hauptstadt Yunnans. Höhere Gipfel sind der Jiucai Ping (2.900,6 m, die höchste Erhebung Guizhous) im Grenzgebiet von Liupanshui und dem Kreis Hezhang in der Provinz Guizhou, und der Shiyan Jian (3806 m) im Süden des Kreises Huize in der Provinz Yunnan. Im Gebirge gibt es viele Becken und tiefe Täler. Es wird von den Flüssen Niulan Jiang, Xiao Jiang, Pudu He, Nanpan Jiang und Beipan Jiang durchzogen. Wichtige Verkehrsverbindungen sind die neue Shui-Bai-Bahn (von Shuicheng nach Baiguo) und die Bahnstrecke Guiyang-Kunming (Gui-Kun tielu).
Sehenswürdigkeiten des Gebirges sind der Beipan-Jiang-Canyon, die Biyundong-Kalksteinhöhlengruppe, die „Goldbecken“-Naturbrücke, der Fluss Ale He, die fossile Trias-Faunengemeinschaft des Kreises Pan oder die paläolithische Höhlenstätte der Dadong-Höhle im Kreis Pan. Im Gebirgsgebiet des Wumeng Shan in Liupanshui befindet sich ein im September 2005 eröffneter staatlicher Geopark.